# Facultad de Educación de Albacete
La Facultad de Educación de Albacete es un centro docente de la Universidad de Castilla-La Mancha en el que se imparten estudios superiores de educación. Está situada en la Ciudad Universitaria de la ciudad española de Albacete.

## Historia
La Escuela Normal de Maestros de Albacete fue creada por real orden de 15 de mayo de 1841, comenzando las clases en febrero de 1842.
A lo largo de su historia la facultad se movió por diferentes ubicaciones en la capital: en la calle Dionisio Guardiola, en la calle León (la femenina), en la
avenida de España y en la Ciudad Universitaria de Albacete.
En el siglo XX pasó a denominarse Escuela de Magisterio de Albacete. A principios del siglo XXI recibió su nombre actual.

## Estudios
Grado

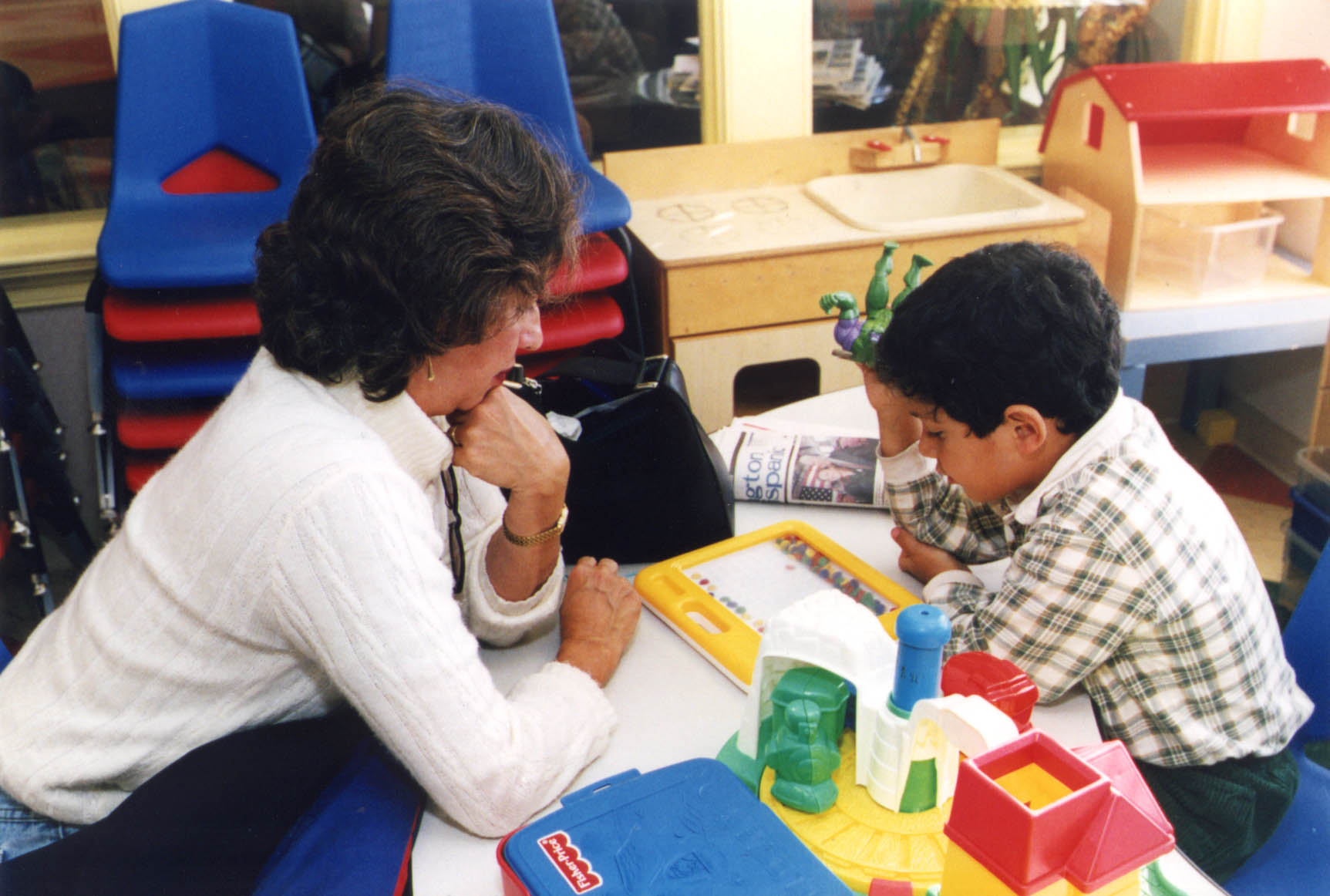
Maestra

- Grado de Maestro en Educación Infantil
- Grado de Maestro en Educación Primaria

Posgrado
- Máster en Profesor de Educación Secundaria Obligatoria y Bachillerato, Formación Profesional y Enseñanza de Idiomas
- Máster en Investigación e Innovación Educativa
- Máster Educación Física y Deporte en Edad Escolar
- Máster Universitario en Investigación e Innovación Educativa
- Máster en Formación del Profesorado para alumnos de altas capacidades
- Doctorado en Investigación en Humanidades, Artes y Educación

## Departamentos y unidades departamentales docentes

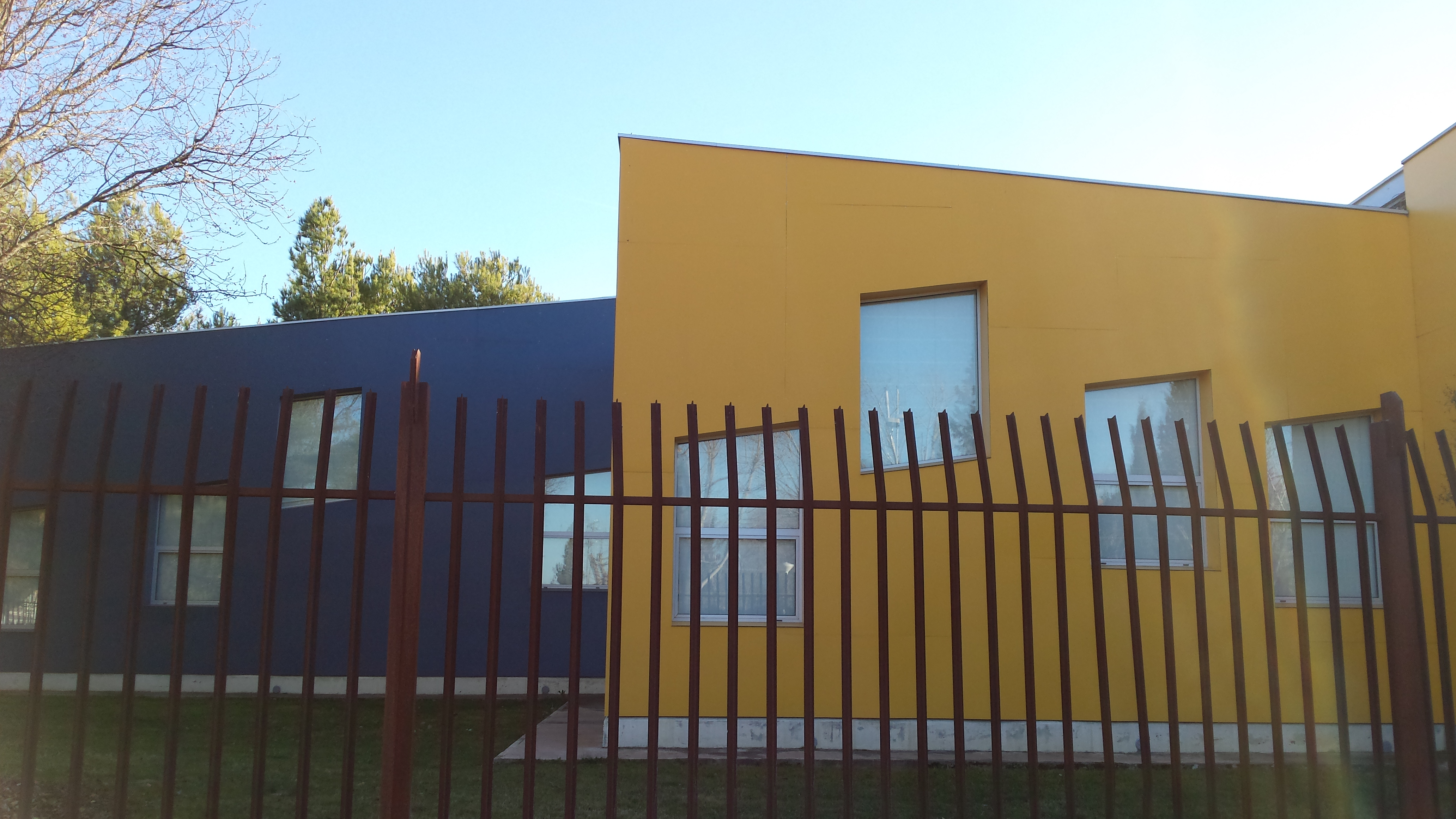
Fachada de colores de la facultad

La facultad albaceteña es sede del Departamento de Didáctica de la Expresión Musical, Plástica y Corporal que coordina en esta área de conocimiento en toda la Universidad de Castilla-La Mancha a través de las distintas áreas de conocimiento.
Además, los siguientes departamentos tienen actividad en la Facultad de Educación de Albacete:
- Unidad departamental de Ciencias Ambientales
- Unidad departamental de Educación Física
- Unidad departamental de Filosofía-Sociología
- Unidad departamental de Geografía
- Unidad departamental de Historia
- Unidad departamental de Lengua Española
- Unidad departamental de Lengua Francesa
- Unidad departamental de Lengua Inglesa
- Unidad departamental de Matemáticas
- Unidad departamental de Música
- Unidad departamental de Pedagogía
- Unidad departamental de Plástica
- Unidad departamental de Psicología
- Unidad departamental de Química y Física

## Alumnado y personal

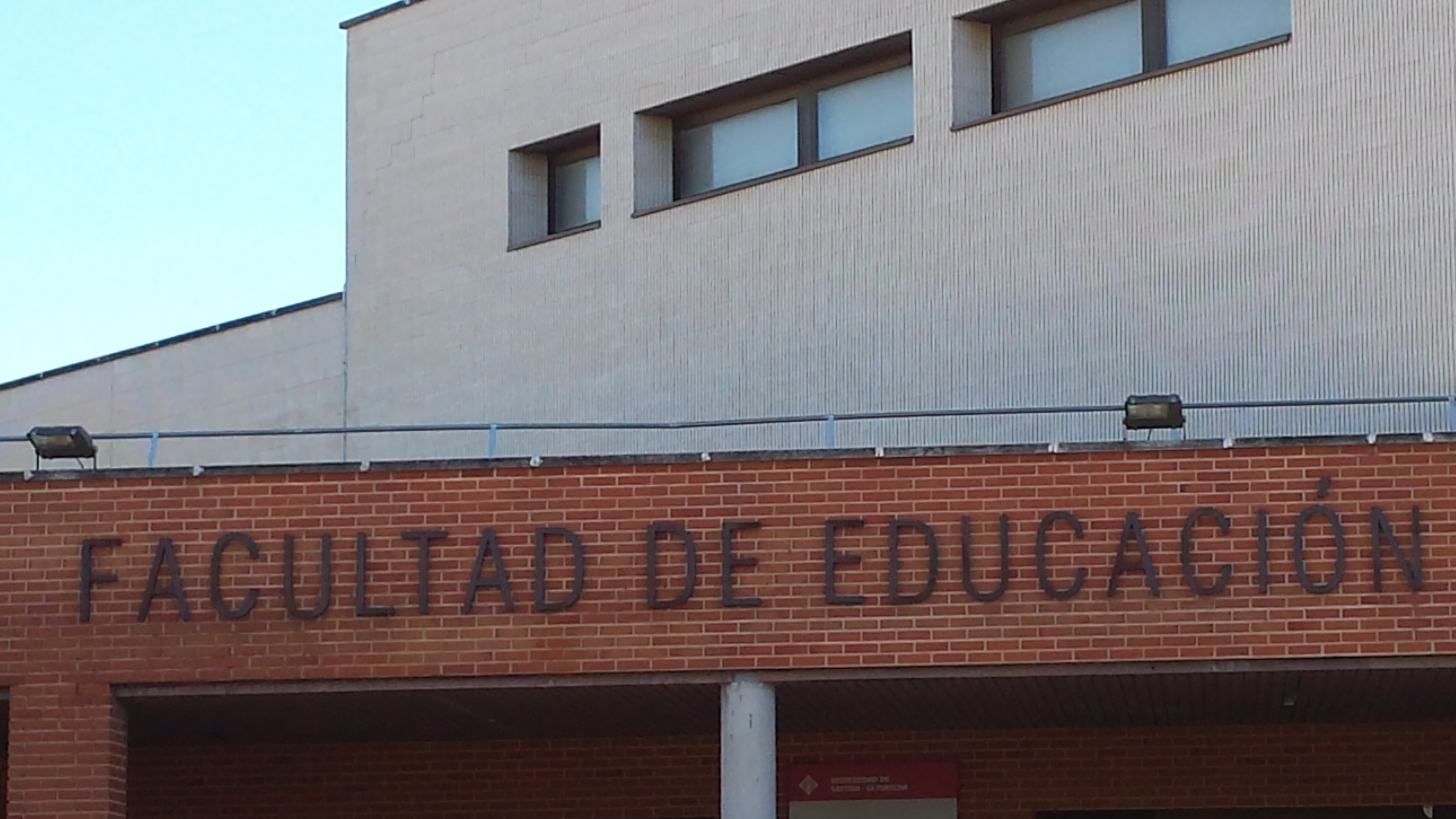
Letrero de la facultad

La Facultad de Educación de Albacete contaba en el curso 2013-2014 con un total de:
- 1306 alumnos (curso 2012-2013)
- 69 profesores[3]
- 10 empleados de administración y servicios

## Profesores ilustres
- Juan Amo Vázquez, pintor, catedrático y profesor emérito de la Universidad de Castilla-La Mancha.
- Carmina Belmonte, alcaldesa de Albacete entre 1991 y 1995.
- Carmen García de Castro, maestra.
- Ramón González Sicilia, catedrático y político.
- Dolores Caballero Núñez, profesora, geógrafa y política.

## Alumnos ilustres
- Pablo Chiapella, actor y presentador.
- Vicente Casañ, alcalde de Albacete entre 2019 y 2021.
- Horacio Llorens, hexacampeón del mundo de parapapente acrobático
- Alejandro Rodríguez, campeón del mundo de parapente acrobático.
- Herminio Almendros, pedagogo.
- Carmen Conde, poeta, prosista, dramaturga, ensayista y maestra.
- Carmina Useros, escritora, ceramista, filósofa, pintora y gestora cultural.
- Antonio Rodríguez Romera, historiador, investigador y crítico de arte.
- Emilio Sáez, empresario, deportista, profesor y político.

## Investigación
La Facultad de Educación de Albacete emite anualmente la revista Ensayos, una publicación de carácter científico y académico que pretende fomentar la investigación en las áreas de la didáctica, la ciencia y las humanidades. La revista vio la luz en 1987. Desde 2009 es de edición electrónica.